# Johannes von Deher
Johannes von Deher (auch Johann VII. von Lebus; Johann von Thier; † 28. Juli 1455) war Bischof von Lebus von 1443 bis 1455.

## Leben
Seine Herkunft ist unbekannt.

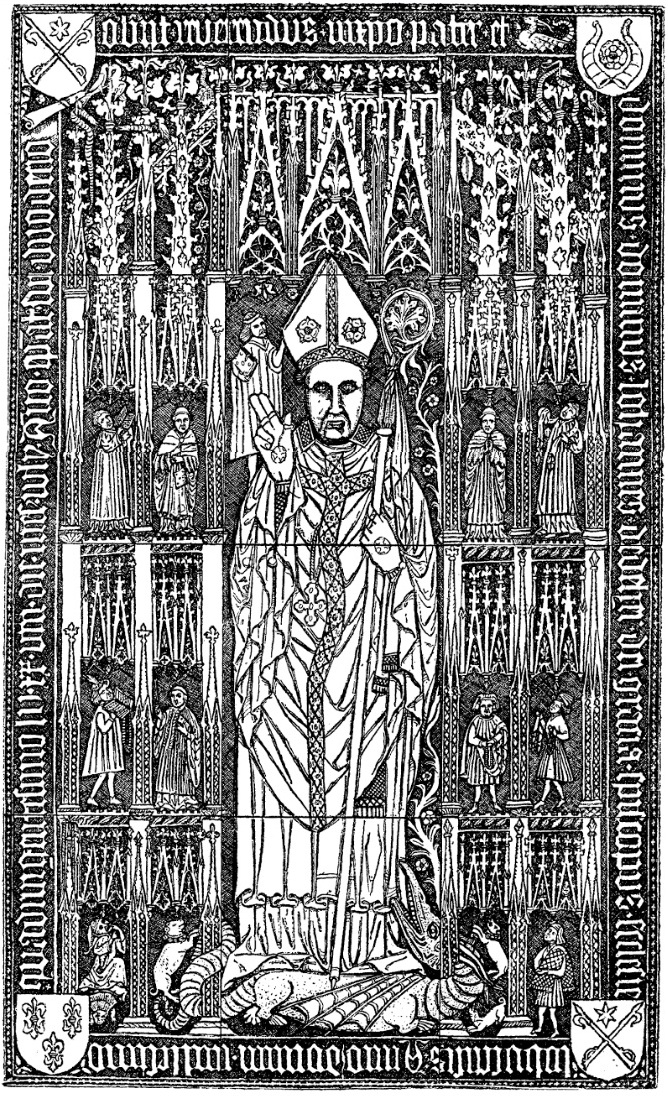
Zeichnung (1885) des Epitaphs im Fürstenwalder Dom

1428 wurde Johannes als Lizenziat (Lehrbefugter) des Rechts bezeichnet in einer Bewerbung um eine Domherrenstelle in Lebus. 1430 war er auch Lizentiat des Kirchenrechts und Kanoniker in Passau.
1431 wurde Johannes erstmals als Domherr in Meißen erwähnt. 1535 reiste er im Auftrag des sächsischen Kurfürsten Friedrich zum Konzil nach Basel. Dabei wurde er als Doktor der beiden Rechte und Archidiakon der Niederlausitz bezeichnet. 1438 war Johannes Domherr in Bautzen.
1443 oder 1444 wurde er zum Bischof von Lebus ernannt. Am 17. März 1444 wurde er erstmals als solcher in einer Urkunde bezeichnet. 1446 erhielt Johann von Lebus vom Papst den Auftrag, die Domstifte in Brandenburg und Havelberg zu visitieren, und die Beschwerden des brandenburgischen Kurfürsten über mangelnde Einhaltung der Ordensregeln zu überprüfen. In jenem Jahr legte er den Grundstein für einen Umbau des Fürstenwalder Doms, den er bereits ein Jahr später wieder weihen konnte. In diesem Jahr vermittelte Johann zwischen dem Kurfürsten Friedrich II. von Brandenburg und Herzog Joachim von Stettin.
1452 sandte ihn Kurfürst Friedrich zum Hochmeister des Deutschen Ordens nach Königsberg in Preußen. Johannes von Deher starb am 8. Juli 1455 und wurde im Fürstenwalder Dom bestattet. Eine 12-teilige bronzene Grabplatte ist dort noch vorhanden.